# Bangor (Saskatchewan)
Pour les articles homonymes, voir Bangor.
Bangor est une communauté située dans la province de Saskatchewan, dans le centre-est.